# فرانچسکو فرانچا
فرانچسکو فرانچا (ایتالیایی: Francesco Francia; با نام اصلی فرانچسکو رایبولینی Francesco Raibolini ‏۱۴۴۷ – ۱۵ ژانویهٔ ۱۵۱۷) یک نقاش و زرگر اهل ایتالیا بود. او در زمینه نقاشی با لورنتسو کوستا همکاری می‌کرد. اما در کارهایش از پیترو پروجینو و رافائل تأثیر گرفته‌است.

## نگارخانه

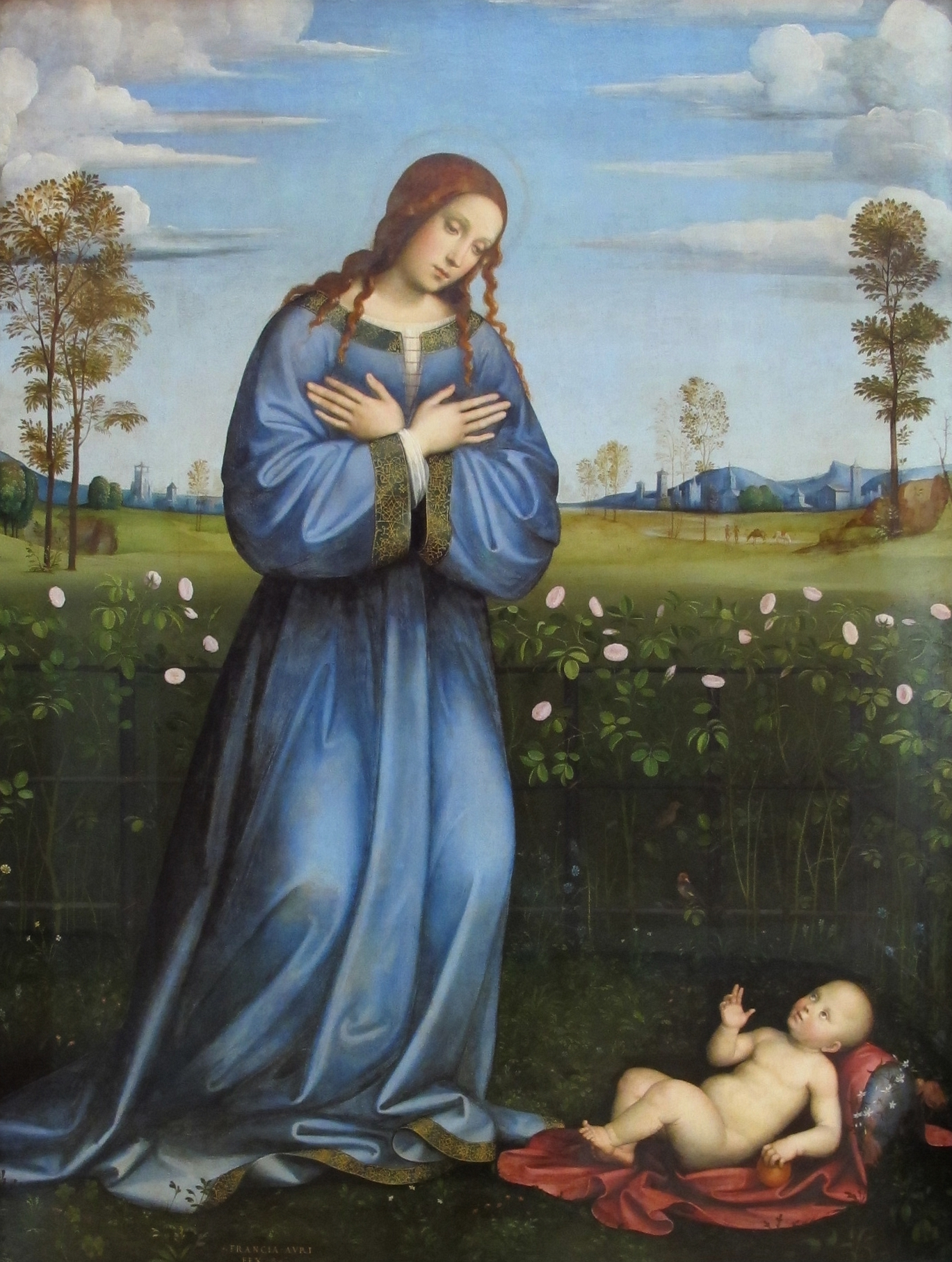